# Genea texensis
Genea texensis là một loài ruồi trong họ Tachinidae.